# North Fork Vermilion River
Der North Fork Vermilion River ist ein linker Nebenfluss des Vermilion River in den  US-Bundesstaaten Illinois und Indiana. Der Fluss ist 100 km lang und entwässert ein Areal von 764 km² (davon 518 km² in Illinois und 246 km² in Indiana).
Der North Fork Vermilion River entspringt im Benton County in Indiana. Er überquert die Grenze nach Illinois und durchfließt den Vermilion County in überwiegend südlicher Richtung. Er passiert die Ortschaften Hoopeston, Rossville und Bismarck. Nordwestlich von Danville wird der Fluss zum Lake Vermilion aufgestaut. Der Stausee dient der Trinkwasserversorgung. Der North Fork Vermilion River fließt entlang dem westlichen Stadtrand von Danville und mündet schließlich in den nach Osten strömenden Vermilion River. Das Einzugsgebiet des North Fork Vermilion River wird größtenteils landwirtschaftlich genutzt.